# Malouetia gracilis
Malouetia gracilis är en oleanderväxtart som först beskrevs av George Bentham, och fick sitt nu gällande namn av A. Dc.. Malouetia gracilis ingår i släktet Malouetia och familjen oleanderväxter. Inga underarter finns listade i Catalogue of Life.